# Junge Waise auf dem Friedhof
Junge Waise auf dem Friedhof (Originaltitel französisch Jeune orpheline au cimetière) ist ein romantisches Gemälde von Eugène Delacroix, das um 1824 entstand. Es zeigt eine junge Frau vor einer trostlosen Landschaft, einem Friedhof, die angsterfüllt nach oben blickt. Das Bild gehört zur Sammlung des Pariser Louvre und befindet sich im Pavillon Sully, zweite Etage, Saal 950.

## Beschreibung, Interpretation und Hintergrund
Das Bild hat die Maße 65 × 55 cm und ist in der Technik Öl auf Leinwand ausgeführt. 1906 ging es aus der Sammlung von Étienne Moreau-Nélaton an den französischen Staat. Es wurde auch unter dem deutschen Titel Waisenkind auf dem Friedhof bekannt.
Vor dem Hintergrund eines trostlos wirkenden Friedhofs mit schwarzen Kreuzen, teilweise umgestürzten weißen Grabsteinen, den Resten eines Gebäudes und Zypressen am Horizont links, sitzt eine junge Frau. Die rechte Hand ruht auf ihrem Oberschenkel. Das Oberteil ihres Kleides ist von der linken Schulter gerutscht und lenkt so den Blick der Betrachter nach rechts. Die Frau schaut mit nach oben gerichteten aufgerissenen Augen auf etwas, das sich außerhalb des Bildes befindet. Ihr Blick ist angsterfüllt, erschüttert und voller Entsetzen, der Mund leicht geöffnet. In ihrem rechten Auge und auf der Wange sind einzelne Tränen zu erkennen. Das Gesicht ist gerötet. Entstanden ist dieses Bild, im Gegensatz zu der üblichen Arbeit der damaligen Historienmaler, zu denen Delacroix auch gehörte, nach einem lebenden Modell.
Der Kunstkritiker J. Emil Sennewald fasst das Bild als „fleischgewordene Malerei“ auf und schreibt, dass es nicht allein der „romantisch sehnende Blick der jungen Frau“ sei, „der hier den Betrachter ergreift, sondern dessen Verkörperung eines erlebten Schmerzes, der sich in dramatischer Farblichkeit auf der Leinwand entfaltet.“ Der Kulturdirektor des ehemaligen Collège des Bernardins, Vincent Aucante, betrachtet das Bild aus katholischer Sicht und schreibt: „[Sie] zeigt einen Ausdruck, der weder Schmerz noch Weinen widerspiegelt, wie man es angesichts des Zusammenhangs erwarten würde“, stellt die Frage: „Ist es ein stiller Dialog mit dem, was nicht gemalt ist und was sich jenseits des sichtbaren Himmels befindet?“ und kommt zu dem Schluss: „Wir können auf ihren Lippen das wortlose Gebet der Waisen lesen, das Hoffnung bewahrt und ein Jenseits nach dem Tode wahrnimmt.“ Der Einfluss spanischer Malerei, besonders die von Francisco de Goya, auf das Werk von Delacroix und speziell dieses Bild war in einer Ausstellung im Musée d’Orsay und im Metropolitan Museum of Art in New York 2002/2003 Thema.

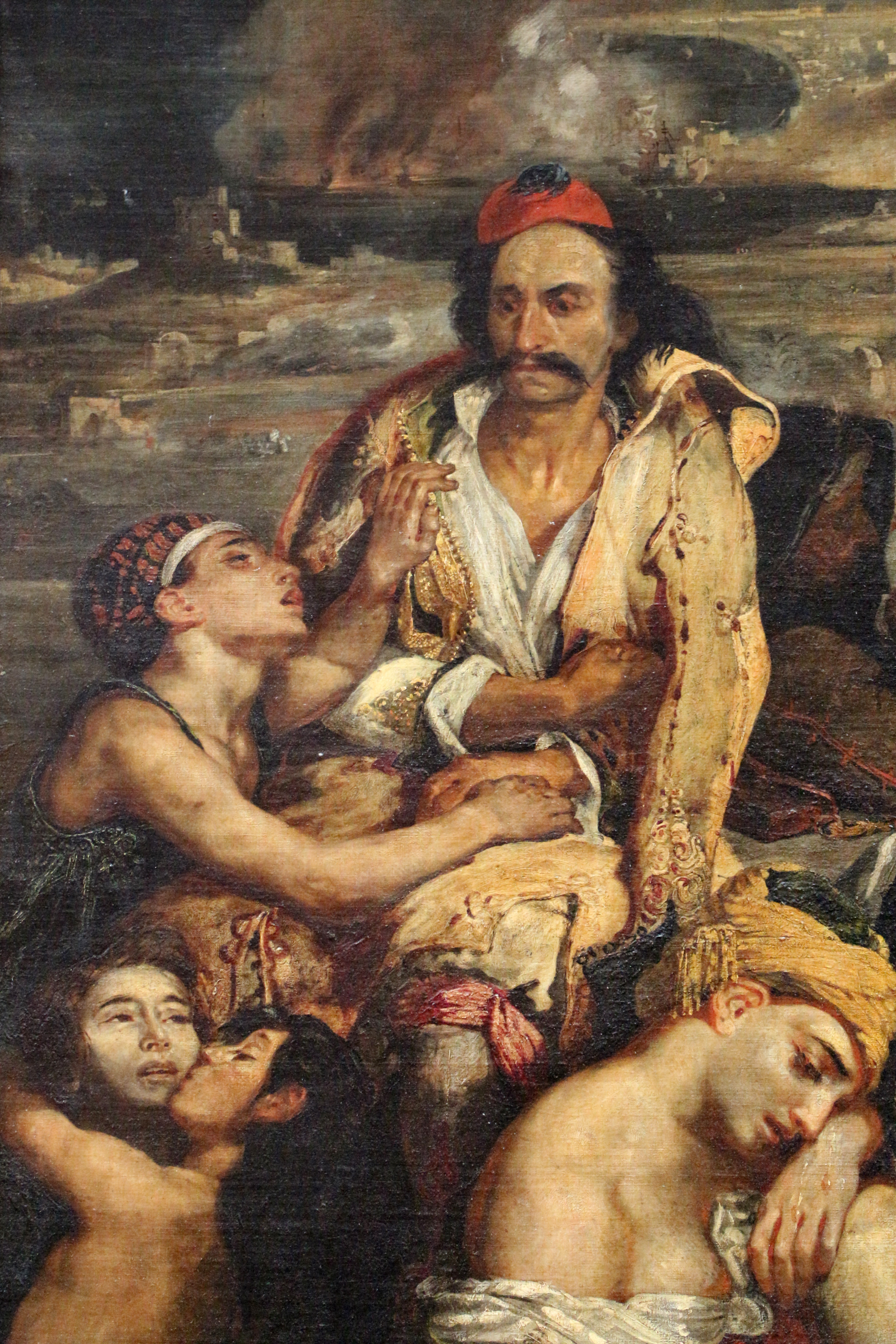
Detail des Bildes Scènes des massacres de Scio von 1824, mit dem Motiv der jungen Frau am mittleren linken Rand

Delacroix schuf das Werk in seiner frühen Schaffensperiode, es galt lange als eine der Vorstudien für sein späteres Gemälde Scènes des massacres de Scio, ebenfalls von 1824, wird aber als eigenständiges Werk angesehen, obwohl es in dem Zusammenhang betrachtet werden kann. Historischer Hintergrund der dramatischen Szenen, die Delacroix in jener Zeit malte, war die Griechische Revolution mit dem bekannten Massaker von Chios, das die Osmanen an der griechischen Bevölkerung verübten. Eindeutig den Scènes des massacres de Scio ordnet es der Kunsthistoriker und Delacroix-Experte Alain Daguerre de Hureaux zu. Das Modell war eine vom Künstler engagierte Bettlerin, deren Gesicht im endgültigen Gemälde ganz am mittleren linken Rand, allerdings mit geschlossenen Augen, erscheint (Delacroix’ Tagebuch 17. und 21. Februar 1824). Die Junge Waise ist ein exemplarisches Bild, das deutlich die Intention und die Ziele des Künstlers dokumentiert: Zeichnerische Präzision, sich deutlich vom Hintergrund abhebende Konturen, ein feiner Pinselstrich für die Haut und eine kräftige Pinselführung für die Kleidung, was in der Ausführung eine spontane und lebendige Wirkung erzeugt.

## Provenienz
Das Gemälde gehörte zunächst Frédéric Leblond (1832–1872) und ging an dessen Witwe. Nach ihrem Tod kam es 1881 in den Besitz ihres Cousins Ernest Gebaüer. Anschließend wurde es Ende Mai 1904 von dem französischen Sammler und Maler Etienne Moreau-Nélaton erworben. Es kam 1906 als Geschenk in den Louvre. Von dort wurde es 1907 an das Musée des Arts Décoratifs übergeben und kam 1934 wieder zurück in den Louvre.

## Ausstellungen (Auswahl)
- 1824: Unter dem Titel Étude im Salon de Paris, zusammen mit dem Bild Scènes des massacres de Scio
- 6. März bis 15. April 1885: Exposition Eugène Delacroix im École nationale supérieure des beaux-arts de Paris als Femme souliote, orpheline, au cimetière. (zu der Zeit im Besitz des Herrn Ernest Gebaüer)
- 29. März bis 23. Juli 2018: Exposition Delacroix im Louvre, Paris[9][10] und im Anschluss vom 17. September 2018 bis 6. Januar 2019 im The Metropolitan Museum of Art, New York.

## Rezeption
- Eugène Delacroix – Jeune orpheline au cimetière Scène de massacres de Scio … (= DiaLouvre). Réunion des musées nationaux (France), Paris 1989 (27 Dias, dort Nr. 12).
- Giancarlo Scalia: Les yeux d’une fille dans un cimetière: pour quintette (flûte, clarinette, vln, vlncelle et piano) Komposition zu den Emotionen in den Augen des Mädchens, inspiriert durch das Gemälde.[11]